# Rivellia colei
Rivellia colei är en tvåvingeart som beskrevs av Osamu Namba 1956. Rivellia colei ingår i släktet Rivellia och familjen bredmunsflugor. Inga underarter finns listade i Catalogue of Life.